# Piper lanosicaule
Piper lanosicaule är en pepparväxtart som beskrevs av William Trelease. Piper lanosicaule ingår i släktet Piper och familjen pepparväxter. Inga underarter finns listade i Catalogue of Life.